# Paolo Casalegno
Paolo Stefano Casalegno (Torino, 27 settembre 1952 – 14 aprile 2009) è stato un logico e filosofo italiano, studioso di filosofia analitica e filosofia del linguaggio.

## Biografia
Allievo di Vittorio Sainati, si laureò alla Scuola Normale Superiore di Pisa nel 1975 con una tesi sugli aspetti della logica di Bertrand Russell. Rimase a Pisa con la qualifica di ricercatore fino al 1988, quando si trasferì definitivamente a Milano, chiamato in Statale da Andrea Bonomi, ordinario di Filosofia del linguaggio. 
Qui iniziò ad approfondire diversi temi all'interno della filosofia analitica, quali il concetto di verità, la teoria degli insiemi, l'epistemologia della testimonianza, la teoria della ricorsività.
Divenne professore associato nel 1998 e nel 2001 vinse la cattedra di Filosofia del linguaggio, che mantenne fino alla sua prematura morte nel 2009.

## Opere

### Libri
- Alle origini della semantica formale, Cuem, 1991
- Filosofia del linguaggio, un'introduzione, Carocci, 1997
- Teoria degli insiemi, un'introduzione, Carocci, 2004 (con Mauro Mariani)
- Brevissima introduzione alla filosofia del linguaggio, Carocci, 2011
- Verità e significato. Scritti di filosofia del linguaggio, Carocci, 2011 (a cura di P. Frascolla, D. Marconi ed E. Paganini)

### Articoli
- 1985: On the T-degrees of partial functions, in The Journal of Symbolic Logic, pagine 580–588
- 1985: The consistency of some 4-stratified subsystems of NF including NF3, in The Journal of Symbolic Logic, pagine 407–411, con Maurice Boffa
- 1986: Il puzzle di Kripke, in Teoria, pagine 193–207
- 1987: Sulla logica dei plurali, in Teoria, pagine 125–144
- 1993: Only: Association With Focus in Event Semantics, in Natural Language Semantics, pagine 1-45, con Andrea Bonomi
- 1995: Tre osservazioni su verità e riferimento, in Iride, pagina 615–627
- 1997: Come interpretare l'argomento antirealista di Dummett?, in Lingua e stile, pagine 519–529
- 1997: Le proprietà modali della verità: problemi e punti di vista, in A. Fabris, G. Fioravanti e E. Moriconi, Logica e teologia. Studi in onore di Vittorio Sainati, Pisa, ETS, pagine 137–172
- 1998: Quinean Inscrutability vs. Total Inscrutability, in Lingua e stile, pagine 561–574
- 1998: The referential and the logical component in Fodor's semantics, in dialectica, pagine 339–363
- 2000: Un problema concernente le condizioni di asseribilità, in G. Usberti, Modi dell'oggettività, Milano, Bompiani, pagine 55–76
- 2000: Normatività e riferimento, in Iride, pagine 337–351
- 2001: Truth and justification in ethics, in Politeia, pagine 25–32
- 2002: The Problem of Non-conclusiveness, in Topoi 21, pp. 75–86
- 2004: Logical concepts and logical inferences, in dialectica, pagine 395–411
- 2005: Truth and Truthfulness Attributions, in Proceedings of the Aristotelian Society, pagine 295–320
- 2006: Chomsky sul riferimento, in E. Ballo and M. Franchella, Logic and philosophy in Italy, Monza, Polimetrica, pagine 397–410
- 2009: Reasons to believe and assertion, in dialectica, pagine 231-248